# Kung Karls socken
Kung Karls socken i Södermanland ingick i Åkerbo härad, ingår sedan 1971 i Kungsörs kommun och motsvarar från 2016 Kung Karls distrikt.
Socknens areal är 72,21 kvadratkilometer land (med köpingsområdet inräknat). År 2000 fanns här 6 125 invånare. Tätorten och kyrkbyn Kungsör med sockenkyrkan Kung Karls kyrka ligger i socknen.

## Administrativ historik
Kung Karls socken bildades 9 september 1700 genom en utbrytning ur Torpa socken, inledningsmässigt med namnet Karlskyrka socken som användes parallellt med nuvarande namn till 1906.
Vid kommunreformen 1862 övergick socknens ansvar för de kyrkliga frågorna till Kung Karls församling och för de borgerliga frågorna till Kung Karls landskommun. Ur landskommunen utbröts 1907 Kungsörs köping och 1952 utvidgades den för att sedan 1971 uppgå i Kungsörs kommun. Församlingen uppgick 2006 i Kungsörs församling.
1 januari 2016 inrättades distriktet Kung Karl, med samma omfattning som församlingen hade 1999/2000.
Socknen har tillhört fögderier, tingslag och domsagor enligt vad som beskrivs i artikeln Åkerbo härad.  De indelta soldaterna tillhörde Västmanlands regemente, Kungsörs kompani, Livregementets grenadjärkår, Kungsörs kompani och Livregementets husarkår.

## Geografi
Kung Karls socken ligger söder om Mälarviken Galten och Arbogaåns nedersta lopp med Köpingsåsen löpande från norr till söder. Socknen har odlingsbygd i norr vid Mälaren och skogsbygd i söder, trakterna åtskilda av en förkastningsbrant.

## Fornlämningar
Från järnåldern finns 23 gravfält och två fornborgar. En runristning är känd och på Svarthälls ägor finns ruinerna efter en medeltidsborg.

## Namnet
Namnet kommer från kyrkan vars bygge beordrades av Karl XI.